# 科滕基
51°2′24″N 34°20′26″E / 51.04000°N 34.34056°E
科滕基（烏克蘭語：Котенки）是位於烏克蘭東北部的村莊，由蘇梅州蘇梅區的比洛皮利亞市鎮負責管轄。該村距離杜德琴基、斯莫利亞尼基夫卡和比拉尼1.5公里，海拔高度156米，2001年人口217。